# آدلاید (بتهوون)

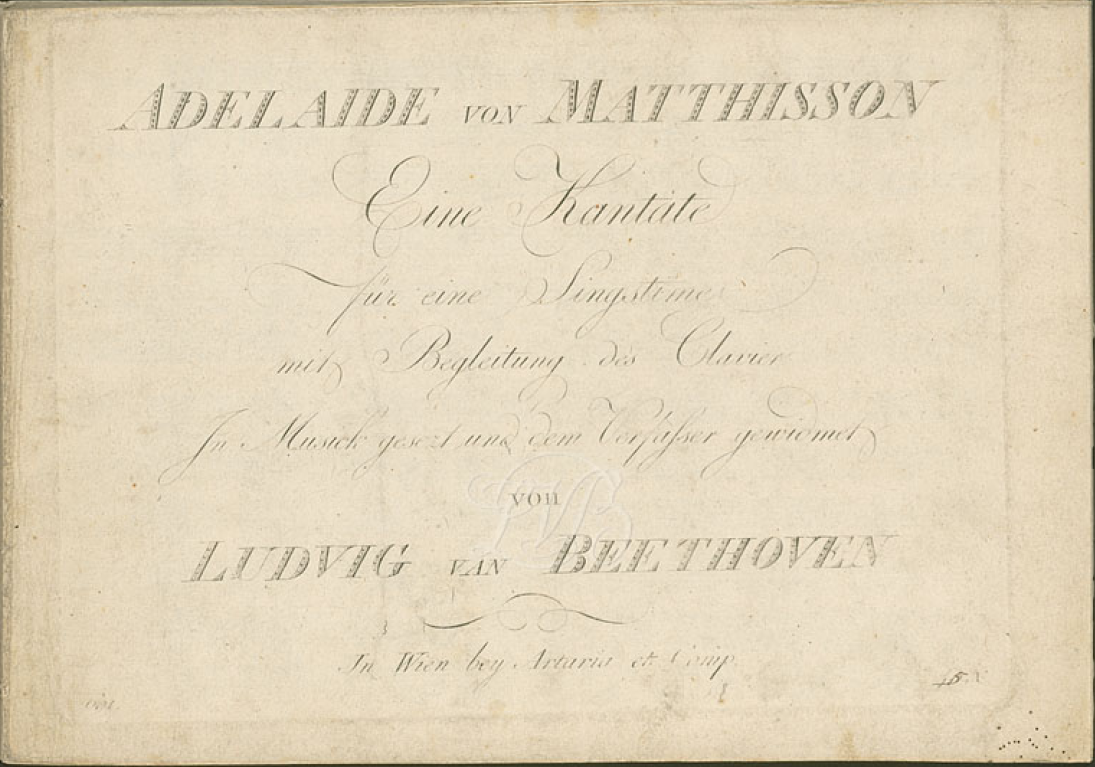
صفحهٔ عنوانِ نسخهٔ اصلیِ آدلاید

آدلاید یا آدلایده (به [Adelaide] Error: {{Lang-xx}}: متن دارای نشانه‌گذاری ایتالیک است (راهنما)) (تلفظ آلمانی: [a:dəla:ˈi:də]) اُپوس ۴۶، یک قطعهٔ آوازی (لید) برای تک‌خوان و پیانو از لودویگ فان بتهوون است که در سال ۱۷۹۵ تصنیف شده‌است.
متن ترانه را، که به زبان آلمانی است، فریدریش فون ماتیسون (۱۷۶۱–۱۸۳۱) سروده‌است.